# Fontaine de Montravel
La fontaine de Montravel, également appelée fontaine Tardy, est une fontaine qui se situe sur la place Léopold-Héder, dans la commune de Cayenne, en Guyane.